# برترام د. ليفين
برترام د. ليفين (بالإنجليزية: Bertram D. Lewin)‏ هو طبيب أمريكي، ولد في 1896، وتوفي في 1971.